# Danišovce
Danišovce je selo i općina u okrugu Spišská Nová Ves u kraju Košice u središnjoj Slovačkoj .

## Povijest
U povijesnim zapisima selo se prvi put spominje u 1287. godini.

## Zemljopis
Selo je smješteno na nadmorskoj visini od 470 m (1.540 ft) i zauzima površinu od 4,298 km. Stanovništvo iznosi oko 455 ljudi.

## Stanovništvo
| Godina:     | 1994. | 2004.    | 2014.    | 2024.   |
| ----------- | ----- | -------- | -------- | ------- |
| Broj ljudi: | 326   | 454      | 555      | 558     |
| Razlika:    |       | +39,26 % | +22,24 % | +0,54 % |

| Godina:     | 2023. | 2024.   |
| ----------- | ----- | ------- |
| Broj ljudi: | 563   | 558     |
| Razlika:    |       | −0,88 % |

## Genealoški izvori
Zapisi za genealoško straživanje dostupni su u državnom arhivu "Statny Archiv in Levoca, Slovačka"
- Rimokatolički crkveni zapisi (rođeni/vjenčani/umrli): 1754-1895 (župa B)

## Vanjske poveznice
- http://en.e-obce.sk/obec/danisovce/danisovce.html  Arhivirana inačica izvorne stranice od 22. prosinca 2021. (Wayback Machine)
- https://web.archive.org/web/20070427022352/http://www.statistics.sk/mosmis/eng/run.html
- http://www.obecdanisovce.eu
- Prezimena živih ljudi u Danišovcama